# Гимбатов, Аюб Мавлудбегович
Аюб Мавлудбегович Гимбатов (род. 26 июня 1990 года) — российский боец смешанных боевых искусств, выступающий под эгидой Fight Nights Global в среднем весе. MMA рекорд 10-1. Чемпион Мира и Европы по панкратиону.

## Биография
Аюб Гимбатов, родился в селении Цилитли Гумбетовского района.
В 2004 году переехал в Махачкалу. Пришел в спорт в возрасте 14 лет, начал с занятия грепплингом, данный вид спорта в тот период был не достаточно популярен в Дагестане, практически не проводились соревнования, поэтому следующим видом спорта стал кикбоксинг, тайский бокс, дзюдо. Дальше Аюб стал выступать на любительских соревнованиях по разным версиям.
В 2008 году начал заниматься панкратионом.
В 2012 году состоялся дебют в MMA.
В 2016 году подписал контракт с организацией Fight Nights Global.

## Спортивные достижения
- Чемпион Мира по пакратиону  — ;[5]
- Чемпион Европы по панкратиону — ;[6]

## Статистика
| Результат    | Рекорд | Соперник          | Способ                                                     | Турнир                                   | Дата             | Раунд | Время | Место                     | Примечание |
| ------------ | ------ | ----------------- | ---------------------------------------------------------- | ---------------------------------------- | ---------------- | ----- | ----- | ------------------------- | ---------- |
| Победа       | 10-1   | Стивен Кеннеди    | Самбишен (кимура)                                          | Rebel FC 10 A New Order                  | 11 января 2020   | 1     | 2:34  | Москва, Россия            |            |
| Победа       | 9-1    | Майкель Фалькао   | Техническим нокаутом (удары)                               | FNG Fight Nights Global 78               | 4 ноября 2017    | 1     | 4:12  | Самара, Россия            |            |
| Победа       | 8-1    | Даурен Ермеков    | Техническим нокаутом (удары)                               | FNG Fight Nights Global 64               | 28 апреля 2017   | 1     | 3:10  | Москва, Россия            |            |
| Победа       | 7-1    | Артем Шокало      | Сабмишном (рычаг локтя)                                    | EFN Fight Nights Global 53, Day 1        | 7 октября 2016   | 1     | 3:35  | Москва, Россия            |            |
| Победа       | 6-1    | Мамур Хамдамов    | Решением (единогласным)                                    | EFN - Fight Nights Global 48             | 26 мая 2016      | 3     | 5:00  | Москва, Россия            |            |
| Поражение    | 5-1    | Артем Фролов      | Техническим нокаутом (удары)                               | EFN - Fight Nights Moscow                | 11 декабря 2015  | 2     | 4:20  | Москва, Россия            |            |
| Победа       | 5-0    | Павел Катрунов    | Сабмишном (удушение сзади)                                 | EFN - Fight Nights Dagestan              | 25 сентября 2015 | 2     | 3:17  | Каспийск, Россия          |            |
| Победа       | 4-0    | Константин Скреля | Сабмишном (удушение сзади)                                 | Fight Nights - Sochi                     | 31 июля 2015     | 1     | 1:46  | Сочи, Россия              |            |
| Не состоялся | 3-0    | Муса Конте        | Без результата (удар коленом в голову лежащего противника) | W.I.N. FC - W.I.N. Fighting Championship | 18 июля 2015     | 1     | N/A   | Гуандун, Китай            |            |
| Победа       | 3-0    | Алексей Маслов    | Сабмишном (рычаг локтя)                                    | Fight Nights - Battle of Moscow 19       | 11 июня 2015     | 1     | 3:13  | Москва, Россия            |            |
| Победа       | 2-0    | Тарас Пихнюк      | Сабмишном (удушение сзади)                                 | WUFC - 2012                              | 11 июня 2015     | 1     | 5:36  | Пезу-да-Регуа, Португалия |            |
| Победа       | 1-0    | Марат Магомедов   | Сабмишном (рычаг локтя)                                    | Top Fight - Battle of the Gyms           | 25 февраля 2012  | 1     | 3:00  | Дубай, ОАЭ                |            |

## Социальные сети
- Официальная страница в Instagram: ayub.gimbatov